# Andrij Matkowski
Andrij Matkowśki (ukr. Андрій Всеволодович Матковський; ur. 7 lipca 1964 w rejonie karatalskim w Kazachstanie) – ukraiński przedsiębiorca i samorządowiec, w latach 2006–2010 prezydent Połtawy.

## Życiorys
W 1981 ukończył naukę w Szkole Wojskowej im. Suworowa w Kazaniu. Pięć lat później został absolwentem Kijowskiego Instytutu Gospodarki Narodowej ze specjalnością w planowaniu. Od 1986 do 1988 pracował jako starszy ekonomista w zarządzie kompleksu wytwórczo-technicznego "Obłagrobud". W latach 1988–1990 działał w Komsomole dzielnicy kijowskiej Połtawy. Po 1991 zatrudniony w Państwowej Inspekcji Podatkowej w dzielnicy kijowskiej m.in. jako naczelnik oddziału, zastępca szefa audytu. Od 1996 był prezesem PIP w dzielnicy październikowej Połtawy, a w 1997 objął urząd wiceszefa PIP w obwodzie połtawskim. W latach 1999–2001 pełnił obowiązki szefa PIP w Połtawie.
Od 2001 do 2006 pracował jako wiceprezes regionalnego zarządu banku "Prywatbank" i wykładał w Uniwersytecie Spółdzielczości Spożywczej w Połtawie. Od marca 2006 zasiadał w Radzie Miejskiej Połtawy jako reprezentant "Baćkiwszczyny". Od maja do listopada 2006 był sekretarzem Rady Miejskiej. W przedterminowych bezpośrednich wyborach lokalnych 26 listopada 2006 został wybrany prezydentem miasta, uzyskując 53,78% głosów wyborców. Nie uzyskał reelekcji w wyborach w 2010.
W 2011 roku Andrij Matkowski otrzymał tytuł doktora nauk.
Ma żonę Wiktorię i dwóch synów.